# ISO 3166-2:JP
ISO 3166-2:JP è uno standard ISO che definisce i codici geografici delle suddivisioni del Giappone; è un sottogruppo dello standard ISO 3166-2.
I codici sono assegnati alle 47 prefetture del paese, e sono formati da JP- (sigla ISO 3166-1 alpha-2 dello Stato), seguito da due cifre.

## Codici
| Codice | Prefettura |
| ------ | ---------- |
| JP-23  | Aichi      |
| JP-05  | Akita      |
| JP-02  | Aomori     |
| JP-38  | Ehime      |
| JP-21  | Gifu       |
| JP-10  | Gunma      |
| JP-34  | Hiroshima  |
| JP-01  | Hokkaidō   |
| JP-18  | Fukui      |
| JP-40  | Fukuoka    |
| JP-07  | Fukushima  |
| JP-28  | Hyōgo      |
| JP-08  | Ibaraki    |
| JP-17  | Ishikawa   |
| JP-03  | Iwate      |
| JP-37  | Kagawa     |
| JP-46  | Kagoshima  |
| JP-14  | Kanagawa   |
| JP-39  | Kōchi      |
| JP-43  | Kumamoto   |
| JP-26  | Kyoto      |
| JP-24  | Mie        |
| JP-04  | Miyagi     |
| JP-45  | Miyazaki   |
| JP-20  | Nagano     |
| JP-42  | Nagasaki   |
| JP-29  | Nara       |
| JP-15  | Niigata    |
| JP-44  | Ōita       |
| JP-33  | Okayama    |
| JP-47  | Okinawa    |
| JP-27  | Ōsaka      |
| JP-41  | Saga       |
| JP-11  | Saitama    |
| JP-25  | Shiga      |
| JP-32  | Shimane    |
| JP-22  | Shizuoka   |
| JP-12  | Chiba      |
| JP-09  | Tochigi    |
| JP-36  | Tokushima  |
| JP-13  | Tokyo      |
| JP-31  | Tottori    |
| JP-16  | Toyama     |
| JP-30  | Wakayama   |
| JP-06  | Yamagata   |
| JP-35  | Yamaguchi  |
| JP-19  | Yamanashi  |